# Ježdík žlutý
Ježdík žlutý (Gymnocephalus schraetser (Linné, 1758)) je ryba z čeledi okounovití, žijící v Dunaji a dolních úsecích jeho přítoků.

## Rozšíření
Areál jeho výskytu je zaměřen na Dunaj s přítoky a několik málo dalších řek ústících do Černého moře. Stejně jako většinu druhů typických pro povodí Dunaje, tak i ježdíka žlutého najdeme pouze v dolní Moravě a Dyji.
K roku 2024 už velmi vzácný druh, jehož stavy se kriticky snížily výstavbou přehrad a zdymadel po celém toku Dunaje.

## Výskyt
Tento druh obývá hlubší části toků s proudivější vodou a tvrdým kamenitým nebo písčitým dnem. Vede spíše kolektivní způsob života a žije v menších hejnech. Často se zdržuje v hlubších proudech vymletých tůní. Vyhýbá se vodám hustě zarostlým vodním rostlinstvem.

## Stavba těla
Běžně dosahuje délky 150–200 mm. Někdy také až 250 mm. Tvarem těla se podobají okounovi. První ostnitá hřbetní ploutev však plynule přechází v měkkou ploutev druhou. Ježdík žlutý má tělo protáhlejší než ježdík obecný. Od řitní části se tělo silně zužuje k ocasní části. Tělo je z boků zploštělé a nižší. Hlava je výrazně protažena do délky s jemně ozubenými ústy částečně překrytým rypcem. Zadní skřelová kost končí zdvojeným trnem. Oči jsou menší, posazené výše. Hřbetní ploutev je delší, s tvrdšími ostnitými paprsky v předním díle. Ocasní ploutev je více vykrojená. Šupiny jsou poměrně menším více vrostlé v kůži a méně slizké než u ježdíka obecného. Zbarvení boků je žluté, hřbet je olivově zelený, břicho je stříbrobílé a lesklé. Na bocích a hřbetu se táhnou 3–4 podélné tmavé pásy, někdy přerušované. Řitní ploutev i párové ploutve jsou prakticky bezbarvé. Zbarvení skřelí je namodralé s kovovým leskem.

## Potrava
Svou potravu loví v hejnu. Sbírá ji podobně jako ostatní ježdíci ze dna a dominují v ní larvy pakomárů a chrostíků. Stejně jako vranka je označován za škůdce, protože se mezi jeho obživu řadí i požírání jiker. On sám se stává potravou úhořů, candátů i okounů.

## Rozmnožování
Tření probíhá v dubnu a květnu, kdy dvouleté až tříleté ryby táhnou do mělčích míst a kladou okolo 4–6 tisíc jiker v pásech na dno, kořeny a potopené větve. Dále je neochraňuje. V době tření je sameček výrazněji zbarven. Mláďata se po vylíhnutí živí drobnou planktonní potravou.

## Vývin
Ježdík žlutý je považován za rybu, která se dožije maximálně 5 let a jeho délka je nanejvýše 250 mm. V prvním roce dorůstá do délky 30–80 mm, ve druhém roce 70–160 mm, ve třetím 108–200 mm, ve čtvrtém 180–210 mm a v pátém roce 200–250 mm. Pohlavní dospělosti dorůstá tento druh ve druhém až třetím roce života.

## Význam
Nemá hospodářský význam. Kdyby byl ježdík žlutý pohyblivější a méně náročný na kyslík, byl by vhodnou rybkou do větších akvárií.